# قلعه اومیا

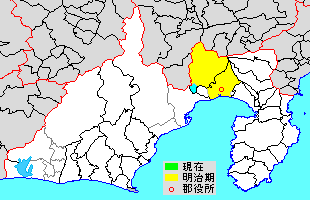
نقشه منطقه فوجی، شیزوئوکا

قلعه اومیا (به ژاپنی: 大宮城)، یک قلعه ژاپنی در فوجی‌نومیا، شیزوئوکا استان شیزوئوکا، قبلاً ولایت سوروگا، ژاپن بود.
گفته می‌شود که ساخت قلعه اومیا توسط خاندان فوجی، یکی از خاندان‌های منطقه فوجی، شیزوئوکا، در قرون وسطی انجام شده است، اما سال دقیق ساخت قلعه مشخص نیست. نام دیگر قلعه اومیا قلعه فوجی است که توسط خاندان‌های خاندان ایماگاوا و خاندان هوجوی اخیر استفاده می‌شد. علاوه بر این، در اسناد اولیه مدرن، موارد متعددی از رکوردها به عنوان «کاندا کورووا» نوشته شده است.

## نبرد قلعه اومیا
در دوره سنگوکو، قلعه فوجی نقش مهمی را به عنوان قلعه ای که مرز سونکو را نگه می‌داشت، ایفا می‌کرد. ایماگاوا یوشیموتو در نبرد اوکه‌هازاما در سال ۱۵۶۰ شکست خورد و کشته شد و قلمرو ایماگاوا دچار تشنج شد. در سال بعد (۱۵۶۱)، فوجی نوبوتادا توسط ایماگاوا اوجیزانه به عنوان ارباب قلعه اومیا منصوب شد، و به او دستور داده شد که تعداد افراد را برای کارهای ساختمانی ترتیب دهد. در واقع کار ساخت و ساز در حال پیشرفت بود و افرادی که در ساخت و ساز کار می‌کردند از وظایف مختلف دیگری که داشتند، معاف شدند.
علاوه بر این، زمانی که خاندان تاکدا، زمانی قبل از مرگ یوشیموتو که در اتحاد با خاندان ایماگاوا بودند، اتحاد خود را با پسر او قطع کردند و حمله به سوروگا را آغاز کردند، قلعه اومیا به قلعه خط مقدم تبدیل شد.
هنگامی که خاندان ایماگاوا در نهایت به عنوان یک فئودال در دوره سنگوکو سقوط کرد، خاندان فوجی تحت حمایت خاندان هوجوی اخیر قرار گرفت. خاندان هوجوی اخیر اسنادی را خطاب به فوجی نوبوتادا، ارباب قلعه صادر می‌کرد و دستورالعمل‌های خاصی در مورد داخل و خارج قلعه داده شد. علاوه بر خاندان فوجی، ارباب قلعه، و ملازمان آنها، قلعه اومیا محل زندگی افراد با نفوذی دیگری نیز بود.
خاندان تاکدا سه بار به قلعه اومیا حمله کردند. اولین بار در ۹ دسامبر ۱۵۶۸، بار دوم در ۱ فوریه ۱۵۶۹ و بار سوم در ۲۵ ژوئن همان سال بود. نبرد شدیدی با استفاده از سلاح گرم صورت گرفت.
در نبرد اول و دوم، قلعه اومیا تسخیر نشد و در نبرد دوم، آنها موفق شدند نیروهای متحد نزدیک آنایاما نوبوکیمی، ارباب ولایت کاواچی در ولایت کای و کاتسورایاما اوجیماتو، یکی از اهالی ولایت سوروگا را عقب برانند. که به طرف تاکدا تعلق داشت به عنوان یک نیروی متقابل عمل می‌کرد.
در نبرد سوم، نیروی اصلی به رهبری تاکدا شینگن مورد حمله قرار گرفت، در ماه ژوئن، شینگن ارتش بزرگی را از گوتنبا، شیزوئوکا به ولایت سوروگا هدایت کرد و پس از پیشروی از طریق میشیما و نیرایاما، به سمت غرب چرخید و به سمت اومیا رفت. این به این دلیل بود که اومیا مکان مهمی بود زیرا ورودی سونپو بود که جاده یا راه ناکامیچی اوکان  از آن عبور می‌کرد و برای ایمن کردن مسیر یا عقب‌نشینی باید اومیا را تصرف می‌کرد.
در مورد این نبرد، در نامه اوجیترو هوجو آمده است که «۲۰۰۰ سرباز دشمن مجروح و کشته شدند». اگرچه آقای فوجی مبارزه خوبی انجام داد،
آنها مجبور شدند در برابر حمله نیروی اصلی شینگن مبارزه کنند. علاوه بر این، ماسانائو آیده که در قلعه اومیا پنهان شده بود، در عملیاتی در پل کاندا کشته شد.
هوجواوجیماسا در این زمان قادر به ارسال نیروهای کمکی نبود و سه نامه به خاندان فوجی فرستاد و به آنها توصیه کرد که از قلعه عقب‌نشینی کند. در همان زمان، مذاکراتی با خاندان تاکدا انجام شد و مذاکرات برای تسلیم قلعه با آنایاما نوبوکیمی پیش رفت و قلعه در ۳ ژوئیه تسلیم شد.
نامه ای از اوجیماسا هوجو بیان می‌کند که اردوگاه اصلی تاکدا شینگن در قلعه فوجی (قلعه اومیا) در ۲۷ نوامبر قرار داشت و در این زمان شینگن اردوگاه اصلی خود را در قلعه اومیا برپا کرد و به قلعه کانبارا حمله کرد. اگرچه خاندان فوجی قلعه را تسلیم کردند، اما بلافاصله تسلیم خاندان تاکدا نشد و به شرکت در نبرد قلعه کانبارا به عنوان بخشی از طرفداری از خاندان هوجو ادامه داد. پس از آن، نوبوتادا به ولایت کای رفت و مشخص شد که او به خاندان تاکدا تعلق دارد.
پس از سقوط خاندان تاکدا، توکوگاوا ایه‌یاسو سوروگا را تصرف کرد، اما قلعه در سال ۱۵۸۲ به آتش کشیده شد.